# Клавдий Друз
Клавдий Друз (лат. Claudius Drusus; около 12 года — около 27 года), представитель рода Юлиев-Клавдиев.
Отцом Клавдия Друза был будущий император Клавдий, а матерью первая жена Клавдия — Плавтия Ургуланилла. В 20 году, когда Друзу было восемь лет, было объявлено о том, что ему в жены предназначается Юнилла, дочь могущественного префекта претория Сеяна, который благодаря этому браку хотел породниться с императорским родом. Официально помолвка, по-видимому, была заключена только через несколько лет. Однако свадьба Друза и Юниллы так и не состоялась, поскольку через несколько дней после помолвки Друз умер, случайно подавившись грушей. В его смерти обвиняли Сеяна, вероятно, ложно.